# Кирил Косев
Кирил Димов Косев (Гошо) е участник в комунистическото партизанско движение в България през Втората световна война. Български политически и военен деец, Герой на социалистическия труд, генерал-полковник, разжалван в редник.

## Биография
Кирил Косев е роден е на 27 май 1919 година в град Сибиу, Румъния. Семейството му се преселва в България и живее в с. Долна Оряховица, община Горна Оряховица. Член на РМС от 1935, а от 1937 и на БКП. Работи като общ работник и като бояджия.
Между 15 септември 1940 и 5 септември 1942 г. отбива военната си служба на летището в Горна Оряховица. От 15 септември 1942 до 1 юни 1943 е член на ОК на БКП в Горна Оряховица и секретар на Окръжния комитет на РМС в града. От юни 1943 г. е партизанин и командир на Горнооряховския партизански отряд, а от април 1944 е заместник-командир на Тринадесета Русенска въстаническа оперативна зона. Осъден на смърт по ЗЗД от Плевенския областен военен съд на 17 септември 1943 г. в името на Симеон Втори „заради създаването на поделения на забранената от закона Българска комунистическа партия (БКП)“. От 1 юни до 15 август 1944 г. е изведен от отряда по решение на Окръжния комитет на БКП в Горна Оряховица, за да върши партийна работа. След това отново е негов командир.
След 9 септември 1944 г. е в Българската армия. Участник е в Отечествената война (1944 – 1945 г.) като помощник-командир на тридесет и трети пехотен свищовски полк. Остава на този пост до 2 февруари 1945 г., когато записва курс за строеви офицери във Военното училище в София. След завръщане от войната по настояване на военния министър Георги Дамянов остава в армията. Иска да завърши висше образование по някои обществени науки, но му е предложена служба в Разузнавателния отдел (РО) на Щаба на войската от неговия началник полк. Александър Починков. Така не по свое желание подполковник Кирил Косев служи в отделението за вътрешно разузнаване РО-2 като началник на секция Б-4 от 1944 до септември 1947 г.
На 27 юли 1946 г. е арестуван подполковник Стоян Златев, адютанта на министъра на войната Дамян Велчев, по подозрение в участие във военна конспирация. Няколко дни по-късно подп. Златев е открит мъртъв в ареста на РО-2, където разпитите води Кирил Косев. Смъртта на подполковник Стоян Златев е разследвана лично от министър Дамян Велчев, който прави изненадващо посещение в следствения арест на РО-2 придружен от лекар.
Дейността на Кирил Косев в Разузнавателния отдел (РО) на армията е най-спорният и неясен период в кариерата му. Времето, в което РО-2 съществува и функциите, които той изпълнява в него, са причина за поляризирани и крайни оценки на личността му.
През 1947 г. РО-2 е закрито и началникът на Генералния щаб (ГЩ) на БНА ген.-полк. Иван Бъчваров изпраща Кирил Косев да учи във Военна академия „Фрунзе“ в Москва. След 2 г. когато се връща, началникът на разузнаването на БНА ген. Петър Вранчев е задържан и обявен за „враг с партиен билет“. В края на 1949 г. е арестуван и Кирил Косев. Обявен е не само за „враг с партиен билет“, но и за агент на Никола Гешев и шпионин на Югославия и Англия. Задържан е в МНО и там го разпитват служители на ДС към МВР. Ген. Бъчваров не разрешава да го пратят в ДС. От 6 май до 9 декември 1950 г. преподава във Военната академия. В периода 9 декември 1950 – 16 август 1952 г. е началник на Оперативно-плановия отдел в Оперативното управление на българската армия. След това е назначен за заместник-началник на Оперативното управление. по оперативните въпроси. Между ноември 1953 и декември 1955 г. учи във Военната академия на Генералния щаб на армията на СССР „Климент Ворошилов“. След смъртта на Сталин през 1953 г. Георги Дамянов, Председател на Президиума на Народното събрание на НРБ (по-късно – Държавен съвет) и на комисията по разследване на „врага с партиен билет“, през лятото на 1953 г. обявява, че всички обвинения против Кирил Косев са неверни и злонамерени и той е възстановен за член на БКП, а през 1954 г. е върнат на работа в армията.
През 1955 година става началник-щаб, а между 1960 и 1966 г. и командващ Трета армия. От 19 септември 1959 г. е генерал-майор, а от 1964 г. е генерал-лейтенант. В периода 1966 – 1971 година е заместник-министър на отбраната по бойната подготовка. Като такъв през 1969 г. предлага на тогавъшния министър на народната отбрана генерал Добри Джуров да се извърши пуск в България на оперативно-тактически ракети (ОТР) СС Скъд (Skud). Той разрешава. Ген. Косев организира и ръководи пуска от бойно учение. В него освен бригадата ОТР, участват и поделения на Трета армия, ВМС и ВВС. Пускът се осъществява от района на Ясна поляна в Странджа планина, северно от с. Звездец. Целите са северно от Балчик. Полетът на ракетата е дълъг 185 км и минава изцяло над морето. Пускът минава успешно. Съветската военна делегация, която наблюдава учението, дава висока оценка.
Това е единственият пуск на ОТР във Варшавския договор извън СССР. Скоро обаче министърът на отбраната на СССР издава заповед, с която забранява пускове на ракети извън СССР. Оттогава за всички стрелби трябва да се пътува до полигона „Капустин Яр“ в Казахстан.
По-късно ген.-полк. Кирил Косев е назначен за Началник на Главно политическо управление на народната армия (Гл ПУНА).
Известен е с критичното си отношение към режима на Тодор Живков. Затова опитите да го уволнят не престават. Във втората половина на 60-те години началникът на управление „Кадри“ към МНО ген. Михаил Цонев внася писмо в Колегиума на МНО, че „Ген. Косев е здравословно негоден за служба в БНА“. Писмото е подписано от лекари, които не са го преглеждали и дори не го познават. Кирил Косев представя писмото на Централната лекарска комисия, която отсъжда, че то е невярно и не е уважено.
Генерал Стоян Гърков, заместник на ген. Кирил Косев, написва писмо до Политбюро на ЦК на БКП „за антипартийната дейност на началника на Гл ПУНА ген.-полк. Кирил Косев“. Политбюро чрез нарочна комисия разследва обвинението и доказва, че то е невярно. Ген. Гърков е уволнен от БНА, но ген. Велко Палин, завеждащ Военно-административния отдел на ЦК, го възстановява и праща за военен аташе в Чехословакия.
Подобни случаи има поне 8. И всеки път е викан от Тодор Живков, защото се оплакват на него. Той го предупреждава да внимава, че вече му се натрупва.
Народен представител е в периода 1966 – 1986 година.
Със съдействието на Института по военна история към Министерството на отбраната (МНО) издава военно-исторически трудове, посветени на Балканската и Междусъюзническата война: „Подбудите“, С., 1980 и „Подвигът. 1912 – 1913“, С. 1986. Преиздаването на трудовете преди да бъде изчерпано първото издание е причина за отрицателна оценка на служебното му положение от министъра на отбраната.
На 5 януари 1984 г. е уволнен от Българската народна армия по един запомнящ се начин, по предложение на министъра армейски генерал Добри Джуров, със звание генерал-полковник. Повод за това е връщане от командировка в Мозамбик през Париж. Приема предложението на Тодор Живков за Началник на сектор в ЦК на БКП. След това Джуров му дава срок от 30 минути да напусне Министерството, иначе ще бъде арестуван.
През 1992 г., по време на управлението на СДС, е обвинен за трети път и президентът Желю Желев подписва Указ № 109, с който му отнема генералското звание (но не го лишава от него)[ неясно? ] и го разжалва във военно звание „редник“. В указа, за който Кирил Косев научава от вестниците, е посочено, че „за деяния, граничещи с престъпления в МО и МВР, се отнемат генералските звания на ген. Косев от МО и на генералите Кумбилиев и Тончев от МВР“.
Кирил Косев обжалва указа неведнъж, но без резултат. По времето на кабинета Виденов вътрешният министър Любомир Начев в доклад до премиера прави отрицателна оценка на Указ № 109 като незаконосъобразен и предлага президентът да го отмени.
Военният министър Николай Свинаров от кабинета Сакскобургготски, който е и известен адвокат, също се изказва отрицателно за указа. Но както Петър Стоянов, така и Георги Първанов не поправят грешката.
На 18.09.2012 г. е награден с плакет и грамота като най-дълго командващ Трета армия по случай 100-годишнината от създаването ѝ на тържество в Сливен от кмета на града Кольо Милев (бригаден генерал от резерва). Награждаван е с орден „За храброст“, IV степен, 2 клас през Втората световна война.

## Образование
- Военно училище, София, курс за строеви офицери (2 февруари – 30 септември 1945)
- Средно реално, гр. Троян (до 1946)
- Военна академия „Фрунзе“, СССР (1 октомври 1947 – 6 май 1950)
- Военна академия на Генералния щаб на армията на СССР „Климент Ворошилов“ (ноември 1953 – декември 1955)

## Военни звания
- Майор – 11 септември 1944 г
- Подполковник – 1947 г
- Полковник – април 1950
- Генерал-майор – 19 септември 1959 г.
- Генерал-лейтенант – септември 1964 г.
- Генерал-полковник – септември 1969 г.
- Редник – 1992 г. с Указ № 109